# Giovanni Costantino
Giovanni Costantino (Messina, 3 ottobre 1984) è un allenatore di calcio italiano.

## Carriera
Dopo aver lavorato come ferroviere, nel 2013 inizia la carriera da allenatore nel settore giovanile della squadra finlandese del Futura; nel 2016 guida la squadra femminile dell'Åland United, prima di diventare collaboratore tecnico di Marco Rossi all'Honvéd, poi al DAC Dunajská Streda e infine sulla panchina della nazionale ungherese. Il 18 maggio 2021 diventa il tecnico dell'MTK Budapest, venendo sostituito nel successivo mese di ottobre; nel luglio del 2022 diventa l'allenatore del Casarano, militante in Serie D, da cui viene esonerato il 6 febbraio 2023. Il 5 settembre passa all'Agia Napa, che lascia nel mese di ottobre, dopo solo 4 partite, per passare all'FCU Craiova. Il 29 febbraio 2024 viene esonerato dal club rumeno.
Il 1º gennaio 2025, viene ingaggiato dal Petrocub Hîncești. Il 25 dello stesso mese, lascia la guida tecnica del club moldavo per motivi familiari.